# Leichtmatrose (Redewendung)
Leichtmatrose war in der Handelsmarine bis 1983 ein ab dem 2. Ausbildungsjahr in Ausbildung auf einem Schiff befindlicher Seemann, sein Rang lag zwischen Schiffsjunge und Vollmatrose. Erst nach dem dritten Jahr auf See erhielt der Leichtmatrose den Rang des Vollmatrosen, weil die Ausbildung zum Seemann beendet war. In der Binnenschifffahrt bekleiden Auszubildende den Dienstgrad des Leichtmatrosen, bis sie im 2. Ausbildungsjahr eine Prüfung zum Matrosen ablegen können.

## Übertragene Verwendung
Der Begriff Leichtmatrose wird in seiner übertragenen Bedeutung  in saloppem Sprachgebrauch der Medien für Personen verwendet, deren Aussagen oder Handlungen von geringem, meist politischem, Gewicht sind oder derart bewertet werden sollen. Sinngemäß verweist er auf eine geringe Stufe in einem als Bordhierarchie dargestellten politischen System. Diese Einschätzung resultiert aus zunächst noch fehlender Erfahrung oder grundsätzlicher Ungeeignetheit für eine Aufgabe.
Der Vorwurf ein "Leichtmatrose" zu sein, wird vor allem in öffentlichen Debatten benutzt, um andere Politiker zu diskreditieren oder um ihnen Dilettantismus oder Laienhaftigkeit vorzuwerfen. Beispiel: Bekannt wurde diese Begriffsverwendung vor allem dadurch, dass Edmund Stoiber sie auf Guido Westerwelle bezog.
Im Fall der Verneinung soll es wiederum das besondere Gewicht der Handelnden betonen.
Unter dem Namen Leichtmatrose gibt es auch einen von Charles Schumann erfundenen Cocktail.